# Pseudolaelia vellozicola
Pseudolaelia vellozicola é uma espécie de orquídea terrestre endêmica do Brasil pertencente ao gênero Pseudolaelia e da família Orchidaceae. 
Pseudolaelia vellozicola apresenta maior semelhança com P. dutrae, podendo ser diferenciada pela inflorescência freqüentemente em racemo (vs. freqüentemente em panícula em P. dutrae), labelo com margem inteira e ápice do lobo mediano comumente arredondado (vs. de margem fimbriada ou fortemente erosa e ápice profundamente emarginado) e lamelas longitudinais desde a base até próximo ao ápice do lobo mediano (vs. lamelas destacadas próximas à base do lobo mediano, verrucosas). 

## Taxonomia
A espécie foi descrita em 1935 por Paulo de Campos Porto e Alexander Curt Brade. 
Os seguintes sinônimos já foram catalogados:  
- Schomburgkia vellozicola  Hoehne
- Pseudolaelia aguadocensis  Campacci
- Pseudolaelia calimaniorum  V.P.Castro & Chiron
- Pseudolaelia medinensis  Campacci & Rosim
- Pseudolaelia oliveirana  V.P.Castro & Marçal
- Pseudolaelia regentii  V.P.Castro & Marçal
- Pseudolaelia vasconcelosiana  Campacci

## Forma de vida
É uma espécie epífita, rupícola e herbácea. 

## Descrição
Erva epífita sobre Velloziaceae, raramente saxícola, com 15-25 centímetros de altura, excluindo a inflorescência. Rizoma cilíndrico, com cerca de 2 a 7 centímetros de comprimento, verde-amarelado a vináceo, coberto por catáfilos ovais, com cerca de 1,9 x 1 centímetros, estramíneos, paleáceos, ápice agudo, desfazendo-se em fibras. 
Tem pseudobulbo fusiforme, 2,3-7,8 centímetros de comprimento, verde-amarelado a vináceo, com 4-5 entrenós, coberto por catáfilos lanceolados estramíneos, paleáceos, ápice agudo, desfazendo-se em fibras nos pseudobulbos mais velhos.
Ela tem folhas eretas a levemente curvas, dispostas desde a metade até o ápice do pseudobulbo; lâmina foliar lanceolada a linear-lanceolada, 6,4-27 x 0,4-1,1 centímetros, verde-escura, coriácea, margem serrilhada, ápice agudo; bainha foliar, verde-clara, amarelada, cartácea. Sua inflorescência é em racemo ou, menos freqüentemente, em panícula, ereta, 24,5-75,5 centímetros de comprimento, 10-30-flora; pedúnculo cilíndrico, com cerca de 21,5-69 centímetros de comprimento, verde-avermelhado, brácteas tubulosas, 1,5-8 centímetros de comprimento, estramíneas, paleáceas, ápice agudo a longo-acuminado; brácteas florais triangulares a linear-triangulares, estramíneas, membranáceas, ápice agudo a acuminado.
Ela tem flores sem odor, pediceladas, pedicelo e ovário róseos; sépala dorsal elíptica a oblanceolada, alva, rósea a róseo-escura, simétrica a levemente assimétrica, ápice agudo; sépalas laterais estreito-elípticas a oblanceoladas alvas, róseas a róseo-escuras, assimétricas, levemente côncavas, ápice agudo a acuminado; pétalas elípticas, falciformes, oblanceoladas ou espatuladas, alvas, róseas a róseo-escuras, simétricas a assimétricas, ápice agudo a arredondado; labelo trilobado, 0,9-1,8 x 0,4-1,4 centímetros, lobos laterais triangulares, falciformes, lanceolados, elípticos, ligulados ou lineares, 2-6,5 x 0,5-2 milímetros, alvos a róseos, ápice agudo, longo-acuminado ou arredondado, lobo mediano suborbicular ou de largura-oval, 7-8 x 6-9 milímetros, róseo com estrias róseo-escuras, margem inteira, ápice arredondado, às vezes emarginado ou apiculado, disco do labelo carnoso, com 3-7 lamelas longitudinais amarelas desde a base até próximo à metade do lobo mediano; cunículo inconspícuo externamente; coluna 5-6 milímetros de comprimento, verde matizada de róseo até rósea; antera verde a rósea; polínias amarelas, caudícula com cerca de 1 milímetros de comprimento Frutos subesféricos, ca 1,5 centímetros de comprimento, verdes. 
| Caule                             | Caule                      |
| --------------------------------- | -------------------------- |
| rizoma                            | conspícuo                  |
| pseudobulbo                       | fusiforme                  |
| número de entrenó                 | 4 a 5                      |
| extensão foliar no pseudobulbo    | ausente                    |
| Folha                             |                            |
| forma                             | lanceolada/linear lanceada |
| número de folhas                  | até 7                      |
| posição em relação ao pseudobulbo | ereta/levemente curva      |
| Inflorescência                    |                            |
| número de flores                  | pauciflora/multiflora      |
| tipo                              | racemo/panícula            |
| Flor                              |                            |
| cor da flor                       | rósea/alvo                 |
| labelo                            | trilobado                  |
| istmo                             | mais longa que de largura  |
| lobo do labelo                    | conspícuo/inconspícuo      |
| superfície do labelo              | lamelada                   |
| cunículo                          | inconspícuo externamente   |

## Conservação
A espécie faz parte da Lista Vermelha das espécies ameaçadas do estado do Espírito Santo, no sudeste do Brasil. A lista foi publicada em 13 de junho de 2005 por intermédio do decreto estadual nº 1.499-R. 

## Distribuição
A espécie é encontrada nos estados brasileiros de Bahia, Espírito Santo, Minas Gerais e Rio de Janeiro. 
Em termos ecológicos, é encontrada nos  domínios fitogeográficos de Cerrado e Mata Atlântica, em regiões com vegetação de campos rupestres e vegetação sobre afloramentos rochosos.